# Mecz Gwiazd PLK 2010
Mecz Gwiazd Polskiej Ligi Koszykówki 2010 rozegrany został 20 marca w Hali Globus w Lublinie. Była to 17 impreza tego typu. Transmisję z meczu przeprowadziła TVP Sport. Spotkanie gwiazd odbyło się w konwencji Północ - Południe. Zwycięzcą meczu został zespół Południa, wygrywając 108-92.

## Głosowanie
Łącznie w głosowaniu esemesowym oddano 6431 głosów.

### Północ
Pierwsza piątka
- Mantas Česnauskis (rozgrywający), Energa Czarni Słupsk, 7,65% głosów
- Dante Swanson (rozgrywający), AZS Koszalin, 7,65%
- Piotr Stelmach (silny skrzydłowy), Kotwica Kołobrzeg, 15,16%
- George Reese (silny skrzydłowy), AZS Koszalin, 5,14%
- Tomasz Kęsicki (środkowy), Sportino Inowrocław, 8,01%

Zaproszeni rezerwowi
- Tony Weeden, (Polpharma Starogard Gdański)
- Quinton Day, (Sportino Inowrocław)
- Iwo Kitzinger, (Trefl Sopot)
- Lawrence Kinnard, (Trefl Sopot)
- Darrell Harris, (Kotwica Kołobrzeg)
- Patrick Okafor, (Polpharma Starogard Gdański)
- Saulius Kuzminskas, (Trefl Sopot)

Trener: Milija Bogicević, (Polpharma Starogard Gdański) 

Asystent: Wojciech Paszek
Zawodnicy Asseco Prokomu zaproszeni do gry, nieobecni:
- David Logan, (Asseco Prokom Gdynia)
- Qyntel Woods, (Asseco Prokom Gdynia)
- Ronnie Burrell, (Asseco Prokom Gdynia)

### Południe
Pierwsza piątka
- Krzysztof Szubarga (rozgrywający), Anwil Włocławek, 6,05% głosów
- Adam Waczyński (rzucający obrońca), PBG Basket Poznań, 13,65%
- Mujo Tuljković (silny skrzydłowy), Anwil Włocławek, 12,79%
- Harding Nana (silny skrzydłowy), Polonia Warszawa, 10,86%
- Marek Miszczuk (środkowy), Stal Stalowa Wola), 7,53%

Zaproszeni rezerwowi
- Keddric Mays, (Znicz Jarosław)
- Andrzej Pluta, (Anwil Włocławek)
- Eddie Miller, (Polonia Warszawa)
- Dardan Berisha, (Polonia 2011 Warszawa)
- Jeremy Chappell, (Znicz Jarosław)
- Nikola Jovanović, (Anwil Włocławek)
- Michael Wright, (PGE Turów Zgorzelec)

Trener: Igor Griszczuk, (Anwil Włocławek) 

Asystent: Dominik Derwisz

## Statystyki
- MVP: Michael Wright (PGE Turów Zgorzelec – 30 pkt., 15 zb.)

Pogrubienie – oznacza zawodnika składu podstawowego

| Północ – 92                                 | Północ – 92                                 | Północ – 92                                 | Północ – 92                                 | 108 – Południe                              | 108 – Południe                              | 108 – Południe                              | 108 – Południe                              |
| Wyniki Kwart – (27:28, 20:28, 28:26, 17:26) | Wyniki Kwart – (27:28, 20:28, 28:26, 17:26) | Wyniki Kwart – (27:28, 20:28, 28:26, 17:26) | Wyniki Kwart – (27:28, 20:28, 28:26, 17:26) | Wyniki Kwart – (27:28, 20:28, 28:26, 17:26) | Wyniki Kwart – (27:28, 20:28, 28:26, 17:26) | Wyniki Kwart – (27:28, 20:28, 28:26, 17:26) | Wyniki Kwart – (27:28, 20:28, 28:26, 17:26) |
| Zawodnik                                    | Kraj                                        | Klub                                        | Pkt                                         | Zawodnik                                    | Kraj                                        | Klub                                        | Pkt                                         |
| ------------------------------------------- | ------------------------------------------- | ------------------------------------------- | ------------------------------------------- | ------------------------------------------- | ------------------------------------------- | ------------------------------------------- | ------------------------------------------- |
| Dante Swanson                               | Stany Zjednoczone                           | AZS Koszalin                                | 9                                           | Michael Wright                              | Stany Zjednoczone                           | PGE Turów Zgorzelec                         | 30                                          |
| Piotr Stelmach                              | Polska                                      | Kotwica Kołobrzeg                           | 9                                           | Krzysztof Szubarga                          | Polska                                      | Anwil Włocławek                             | 0                                           |
| Mantas Česnauskis                           | Litwa                                       | Energa Czarni Słupsk                        | 7                                           | Harding Nana                                | Kamerun                                     | Polonia Warszawa                            | 10                                          |
| George Reese                                | Stany Zjednoczone                           | AZS Koszalin                                | 4                                           | Mujo Tuljković                              | Bośnia i Hercegowina                        | Anwil Włocławek                             | 8                                           |
| Lawrence Kinnard                            | Stany Zjednoczone                           | Trefl Sopot                                 | 14                                          | Marek Miszczuk                              | Polska                                      | Stal Stalowa Wola                           | 7                                           |
| Iwo Kitzinger                               | Polska                                      | Trefl Sopot                                 | 14                                          | Adam Waczyński                              | Polska                                      | PBG Basket Poznań                           | 5                                           |
| Quinton Day                                 | Stany Zjednoczone                           | Sportino Inowrocław                         | 10                                          | Eddie Miller                                | Stany Zjednoczone                           | Polonia Warszawa                            | 15                                          |
| Patrick Okafor                              | /                                           | Polpharma Starogard Gdański                 | 7                                           | Jeremy Chappell                             | Stany Zjednoczone                           | Znicz Jarosław                              | 12                                          |
| Tony Weeden                                 | Stany Zjednoczone                           | Polpharma Starogard Gdański                 | 7                                           | Andrzej Pluta                               | Polska                                      | Anwil Włocławek                             | 11                                          |
| Saulius Kuzminskas                          | Litwa                                       | Trefl Sopot                                 | 0                                           | Dardan Berisha                              | Polska                                      | Polonia 2011 Warszawa                       | 7                                           |
| Tomasz Kęsicki                              | Polska                                      | Sportino Inowrocław                         | 13                                          | Keddric Mays                                | Stany Zjednoczone                           | Znicz Jarosław                              | 3                                           |
| Darrell Harris                              | Stany Zjednoczone                           | Kotwica Kołobrzeg                           | 0                                           | Nikola Jovanović                            | Serbia                                      | Anwil Włocławek                             | 0                                           |

## Konkurs wsadów

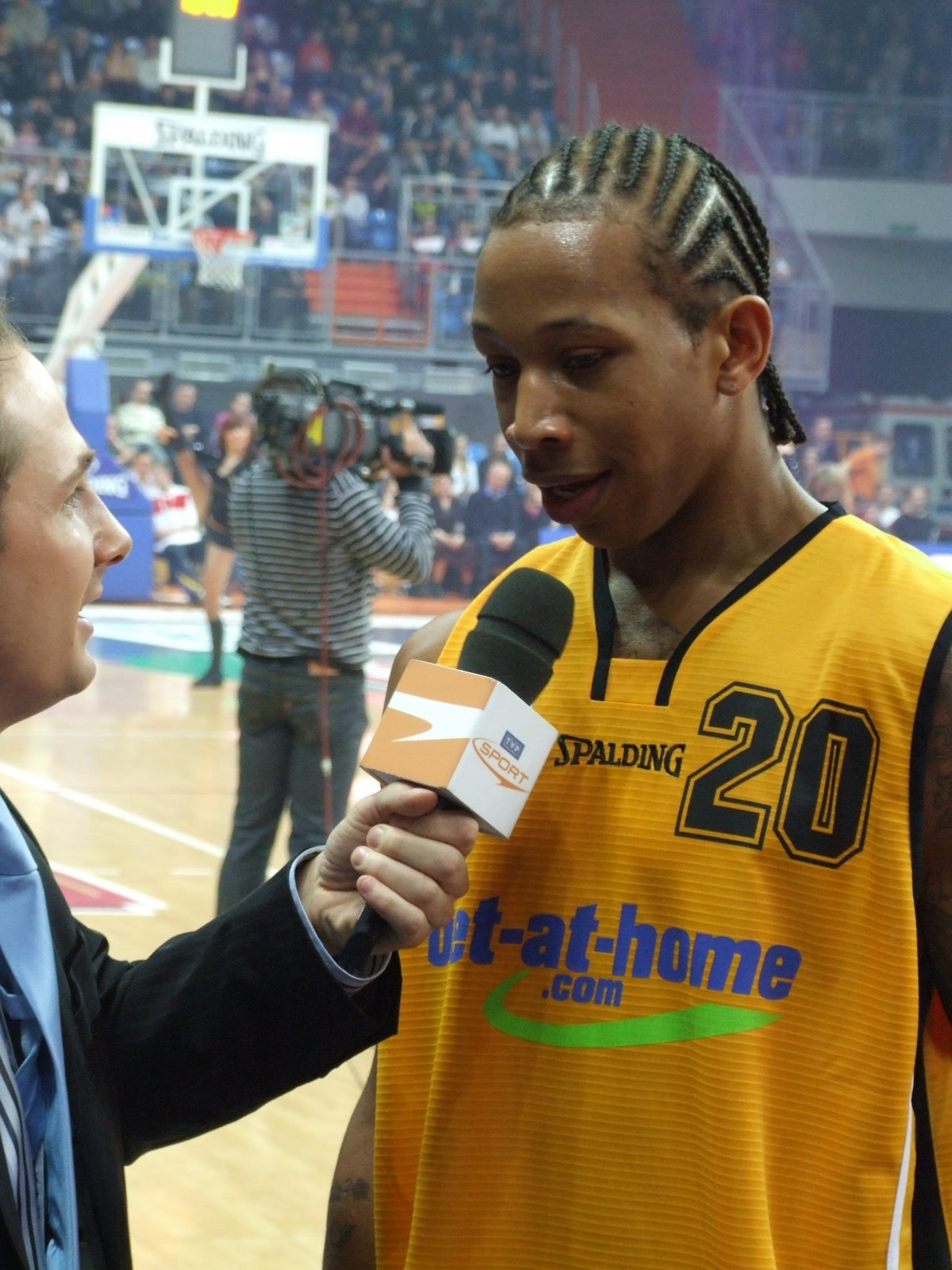
Eddie Miller zwyciężył w konkursie wsadów.

- Aleksander Perka (Polonia Warszawa), 22,25% głosów
- Eddie Miller (Polonia Warszawa), 7,07%
- Harding Nana (Polonia Warszawa)
- Quinton Day (Sportino Inowrocław)

Zaproszeni, nieobecni:
- Przemysław Zamojski, Asseco Prokom Gdynia, 18,19% (W związku z awansem koszykarzy Asseco Prokomu Gdynia do ćwierćfinału Euroligi, zawodnicy zespołu mistrza Polski nie wzięli udziału w Meczu Gwiazd[2])
- Rashard Sullivan, Anwil Włocławek, 16,92% (sprawy osobiste[2])
- Lawrence Kinnard (Trefl Sopot), 7,07% (kontuzja[3])
- Tony Weeden (Polpharma Starogard Gdański)

## Konkurs rzutów za 3
- Andrzej Pluta, (Anwil Włocławek)
- Michał Wołoszyn, (Stal Stalowa Wola)
- Eddie Miller, (Polonia Warszawa)
- Mantas Česnauskis, (Energa Czarni Słupsk)
- Tomasz Celej, (Start Olimp Lublin) – gość specjalny

## MVP

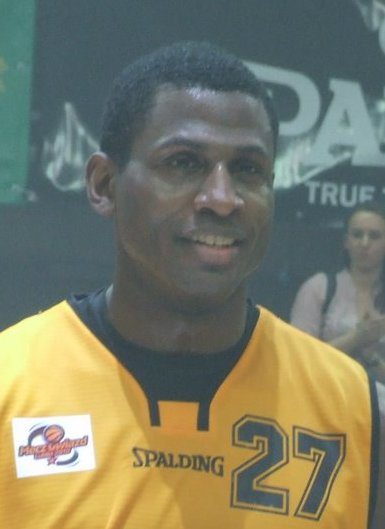
Michael Wright został wybrany MVP meczu gwiazd.

- Michael Wright (PGE Turów Zgorzelec)

## Zobacz
- Mecz Gwiazd PLK